# Sydney University Football Club
Dernière mise à jour : 15 octobre 2018.
Le  Sydney University Football Club est un club de rugby à XV, basé à Sydney, en Australie. C’est le plus vieux club d’Australie (1863) et l’un des plus vieux du monde.

## Histoire
Il est fondé par des étudiants de la toute nouvelle université de Sydney qui deviennent ainsi les premiers à jouer au rugby en Australie, d’où son surnom de Birthplace of Australian Rugby (là où naquit le rugby australien) ou même simplement The Birthplace. Le club participe à la toute première compétition organisée à Sydney en 1874 en compagnie de Balmain, Newington College et The King’s School. Le rugby étant un sport d’essence universitaire, il attire aisément les futurs joueurs et devient naturellement l’un des poids lourds du rugby de club australien. Il connaît de longues périodes de domination à Sydney (années 1880, 1920, 1950) et après une trentaine d’années d’échecs, il remporte un nouveau Shute Shield en 2001. Quatre titres consécutifs (2007-2010) précèdent trois victoires dans les années 2010, portant le total à 40, auquel il faut ajouter 23 finales perdues depuis 1892.
Nombre de ses joueurs ont été sélectionnés pour la province de Nouvelle-Galles-du-Sud, dont plus d’une centaine pour l’équipe nationale d’Australie. Le plus célèbre d’entre eux est sans nul doute Nick Farr-Jones, capitaine des Wallabies, sacrés champions du monde en 1991. Parmi les plus récents, on citera Phil Waugh, Brendan Cannon, David Lyons. L'importance prise par le Super Rugby et les rencontres internationales limite cependant l'apport des meilleurs joueurs à quelques matchs par saison au mieux.

## Palmarès
- Shute Shield (40) : 1881, 1882, 1885, 1887, 1888, 1889, 1890, 1891, 1893, 1901, 1904, 1919, 1920, 1923, 1924, 1926, 1927, 1928, 1937, 1939, 1945, 1951, 1953, 1954, 1955, 1961, 1962, 1968, 1970, 1972, 2001, 2007, 2008, 2009, 2010, 2012, 2013, 2018, 2019, 2022
- Tooheys New Cup (2) : 2005, 2006

## Joueurs célèbres
- Brendan Cannon
- Nick Farr-Jones
- Peter FitzSimons
- David Fitter
- Alex Kanaar
- Tolu Latu
- David Lyons
- Daniel Vickerman
- Phil Waugh
- Brock James